# Lista de municípios de Durango
O estado de Durango, no México conta com divisão política de 39 municípios.
| INEGI Código | Município             |
| ------------ | --------------------- |
| 001          | Canatlán              |
| 002          | Canelas               |
| 003          | Coneto de Comonfort   |
| 004          | Cuencamé              |
| 005          | Victoria de Durango   |
| 006          | General Simón Bolívar |
| 007          | Gómez Palacio         |
| 008          | Guadalupe Victoria    |
| 009          | Guanaceví             |
| 010          | Hidalgo               |
| 011          | Indé                  |
| 012          | Lerdo                 |
| 013          | Mapimí                |
| 014          | Mezquital             |
| 015          | Nazas                 |
| 016          | Nombre de Dios        |
| 017          | Ocampo                |
| 018          | El Oro                |
| 019          | Otáez                 |
| 020          | Pánuco de Coronado    |
| 021          | Peñón Blanco          |
| 022          | Poanas                |
| 023          | Pueblo Nuevo          |
| 024          | Rodeo                 |
| 025          | San Bernardo          |
| 026          | San Dimas             |
| 027          | San Juan de Guadalupe |
| 028          | San Juan del Río      |
| 029          | San Luis del Cordero  |
| 030          | San Pedro del Gallo   |
| 031          | Santa Clara           |
| 032          | Santiago Papasquiaro  |
| 033          | Súchil                |
| 034          | Tamazula              |
| 035          | Tepehuanes            |
| 036          | Tlahualilo            |
| 037          | Topia                 |
| 038          | Vicente Guerrero      |
| 039          | Nuevo Ideal           |